# Denis Waxin
Denis Georges Waxin (nacido el 26 de junio de 1968) es un asesino en serie y violador en serie francés que atacó al menos a seis niños en Lille y sus suburbios de 1985 a 1999, mató a tres niñas y violó a dos niños y a otra niña. Fue declarado culpable por sus delitos probados y condenado a cadena perpetua con 29 años de prisión preventiva.

## Primeros años
Denis Georges Waxin nació el 26 de junio de 1968 en Loos, Norte, pero pasó su infancia en Wattignies. Sus padres tenían una relación tensa, ya que su madre Marie-Jeanne pasaba la mayor parte de su tiempo trabajando, mientras que su estricto padre nunca le hablaba y prefería pasar el tiempo jugando. Como la mayoría de sus otros cuatro hermanos no le brindaban ningún afecto, con la única excepción de su hermano mayor Dominique, Waxin creció solo y aislado de quienes lo rodeaban.
En 1985, Waxin se deprimió cuando Dominique, ya adulto, abandonó el hogar familiar. En un intento por distraerse de sus problemas, comenzó a caminar solo todos los días durante horas y horas.

## Ataques
A última hora de la tarde del 22 de noviembre de 1985, enviaron a Nathalie Hoareau, de 7 años, a comprar cigarrillos y pan para su madre en la tienda local, pero en el camino se le acercó Waxin y se ofreció a mostrarle su choza. Después de que Hoareau lo siguió hasta un terreno baldío, Waxin violó a la niña e intentó estrangularla con el collar de dulces que llevaba alrededor del cuello, antes de finalmente apuñalarla dos veces en el corazón. Más tarde esa noche, la madre preocupada notificó a la policía sobre la desaparición, lo que los llevó a descubrir el cuerpo de la niña en un arbusto. La habían dejado completamente desnuda, con un paquete de cigarrillos y una lista de compras con un mensaje escrito para su madre al lado del cuerpo. También se encontraron restos de semen en el cuerpo, pero como la lluvia lavó la mayor parte, las autoridades no pudieron establecer un perfil genético.
En julio de 1986, Waxin obtuvo un diploma en carpintería y estuvo destinado en Alemania como parte de su servicio militar en 1989. Mientras estaba de permiso, comenzó una relación de corta duración con una mujer mayor, que duró hasta el final del servicio en agosto de 1990. Poco después volvió a caer en la depresión.
El 8 de octubre de 1990, Cathy Monchaux, de 9 años, estaba jugando en el jardín de la casa familiar de Wazemmes cuando su padre la llamó para entrar. Sin embargo, antes de que pudiera hacer eso, Waxin se acercó a ella y se ofreció a comprarle dulces. Monchaux estuvo de acuerdo y lo siguió hasta un campo de fútbol abandonado, donde fue violada y apuñalada catorce veces después de un intento fallido de fuga. Cuando no regresó a casa, sus padres y su hermana mayor salieron a buscarla y, después de una hora de búsqueda, llamaron a la policía. Al día siguiente, un hombre que paseaba a su perro encontró el cuerpo desnudo de Monchaux.
Poco después de este crimen, Waxin se enamoró de otra mujer, con la que posteriormente se casó y se fue a vivir a un apartamento en Moulins. Ninguno de los dos quería tener hijos y Waxin llamó a su esposa "mamá". Fue descrito como servicial, encantador y un buen marido, y finalmente logró encontrar un trabajo en una estación de servicio Auchan en Villeneuve-d'Ascq. Si bien se le consideraba puntual y concienzudo, Waxin también era considerado impredecible: en una ocasión, vació el cargador de una pistola de alarma mientras apuntaba a un ladrón. Finalmente lo despedirían por amenazar con prender fuego a la estación porque su jefe lo había reprendido.
A última hora de la tarde del 23 de julio de 1992, Nadjia Thebib, de 4 años, jugaba con otros niños frente a un edificio en ruinas donde vivía su abuela, Meriem, ya que sus padres se habían separado recientemente. De repente, Waxin se acercó, la levantó y se dirigió hacia Ronchin, pero como Thebib no emitió ningún sonido, la gente simplemente supuso que era su tío. Finalmente, la tía de Thebib, Anissa, intentó perseguirlo, pero tropezó y perdió de vista al secuestrador. Junto con otros miembros de la familia, recorrieron el vecindario y buscaron a la niña antes de contactar a la policía. La tía proporcionó una descripción de la ropa del secuestrador, diciendo que vestía una camiseta roja, zapatillas de deporte y pantalones deportivos blancos con rayas rojas, a partir de los cuales se hizo una composición facial.
Mientras tanto, Waxin violó a Thebib antes de apuñalarla en el cuello y asfixiarla con una bolsa de plástico. Aproximadamente una semana después, tres niños que jugaban en las afueras de la ciudad encontraron su cuerpo debajo de una lona entre unos arbustos, con la ropa doblada debajo. El forense estableció que Thebib había sido asesinada pocas horas después de su secuestro y encontró además rastros de semen que permitieron a las autoridades establecer un perfil de ADN del asesino.

## Investigación y arresto
Debido a su aparente familiaridad con las zonas desiertas, los investigadores concluyeron que el asesino probablemente vivía en Lille o en los suburbios, ya que podía moverse rápidamente sin ser visto. Mientras se llevaban a cabo las investigaciones, Waxin violó a dos jóvenes en Moulins y Lambersart de noviembre a diciembre de 1999. El 4 de agosto de 1997, Waxin fue detenido por intentar robar cubiertos de una tienda con su esposa. Según el procedimiento policial, fue fotografiado y se tomó una muestra de su ADN, pero no está claro si cumplió condena por este delito.
El 6 de enero de 1997, una niña de 6 años llamada Wendy estaba coleccionando monedas antiguas con su hermana y su hermano mayor frente a su casa. Después de un tiempo, decidieron separarse para poder recolectar de manera más eficiente, y Wendy se quedó sola para preguntar a extraños si tenían monedas. Después de un tiempo, le preguntó a Waxin, que pasaba casualmente por allí, y aunque él dijo que no tenía ninguno, afirmó tener más en su casa. Después de asegurarse de que no había nadie más alrededor, tomó a Wendy del brazo y la llevó calle abajo, alegando que era un atajo hacia su casa. En cambio, la llevó a una fábrica abandonada en Fives y comenzó a desvestirla, pero encontró una feroz resistencia. Sin embargo, Waxin luego la amenazó con golpearla con una picana eléctrica y que ya había matado a otras niñas, lo que hizo que ella dejara de resistirse.
Después de que él terminó de violarla, Wendy se vistió tranquilamente y se fue, con Waxin siguiéndola y repitiéndole que la mataría si le contaba a la policía. Finalmente se fue, y Wendy, llorando, fue encontrada por un conductor que pasaba y la llevó a la estación de policía. Debido a su buena memoria, los investigadores hicieron una composición facial del hombre, y Wendy dijo que vestía una chaqueta verde con un triángulo en la espalda. Unos días más tarde, mientras miraba por la ventana, Wendy notó que un hombre parecido a su atacante pasaba por su casa, quien la miró y le sonrió. Las autoridades, que vigilaban la casa familiar, interrogaron inmediatamente al hombre y le tomaron fotografías, llevando consigo las de otras cinco personas para ver si Wendy reconocía a alguno de ellos. Al mostrárselos, inmediatamente señaló a Waxin, que no era el hombre sospechoso. Atónitos, los investigadores volvieron a preguntar, y Wendy reafirmó que era él. Aún sin estar convencidos de que fuera él, como Waxin sólo tenía condenas por robo en tiendas, sólo le enviaron un mensaje a su buzón para que fuera a interrogarlo.

## Confesiones y acusación
El 20 de enero de 1999, Waxin, nervioso, acudió al interrogatorio, sorprendiendo a los investigadores por su parecido con el boceto. Antes de que pudieran siquiera explicarle por qué lo habían citado, Waxin de repente dijo que era culpable antes de callarse y negarse a hablar más. Luego lo pusieron en una fila policial, donde Wendy lo identificó formalmente como su agresor, lo que se reforzó aún más cuando una búsqueda en su apartamento condujo a la ubicación de la chaqueta descrita por la niña, junto con el bastón eléctrico encontrado en uno de los bolsillos. Debido a estos hallazgos, Waxin fue acusado de violación y secuestro de un menor sólo ocho días después, por lo que fue internado en la prisión de Loos en espera de juicio.
Como parte del procedimiento policial, se comparó su ADN con el del asesino de Thebib, que resultó ser idéntico. Por esta razón, el 12 de julio fue acusado posteriormente de su asesinato. Cuando fue interrogado, admitió haberla violado, estrangulado y asfixiado, pero se negó a firmar una confesión o hablar, alegando que primero quería ver a un juez y hablar con él sobre dos asesinatos adicionales. Al día siguiente, Waxin fue llevado a la oficina del juez Christophe Ingrain, donde confesó las violaciones y asesinatos de Thebib, Monchaux y Hoareau. Cuando se le preguntó por un motivo, afirmó que estaba borracho antes de cada ataque y quería vengar su propia violación a los 12 años, cuando supuestamente fue violado por un vagabundo en una cabaña. Más tarde, Waxin se retractó de la declaración de violación, alegando que la había inventado en un intento de obtener una sentencia más indulgente. El 20 de julio fue acusado además de los asesinatos de Monchaux y Hoareau.
El día del anuncio de los nuevos cargos, Waxin escribió una carta al juez en la que reiteraba sus declaraciones anteriores y las describía con mayor detalle, afirmando que mató a las niñas porque temía que dieran a luz a un monstruo como el que lo violó. Además de eso, admitió haber violado a tres niñas más a las que no mató porque eran "agradables", así como las violaciones de los dos niños en 1993. A pesar de sus confesiones, no se encontraron registros de las tres violaciones adicionales.

## Lista de víctimas conocidas
| Hechos                  | Hechos     | Descubrimiento          | Descubrimiento | Identidad                               | Edad |
| Fecha                   | Lugar      | Fecha                   | Lugar          | Identidad                               | Edad |
| ----------------------- | ---------- | ----------------------- | -------------- | --------------------------------------- | ---- |
| 22 de noviembre de 1985 | Lille      | 22 de noviembre de 1985 | Lille          | Nathalie Hoareau                        | 7    |
| 8 de octubre de 1990    | Wazemmes   | 9 de octubre de 1990    | Wazemmes       | Cathy Monchaux                          | 9    |
| 23 de julio de 1992     | Moulins    | 29 de julio de 1992     | Ronchin        | Nadjia Thebib                           | 4    |
| noviembre de 1993       | Moulins    | ?                       | Moulins        | Desconocido                             | 7    |
| diciembre de 1993       | Lambersart | ?                       | Lambersart     | Desconocido                             | 10   |
| 6 de enero de 1999      | Moulins    | 6 de enero de 1999      | Fives          | Wendy (sobrevivió e identificó a Waxin) | 6    |

## Juicio y sentencia
En mayo de 2002, comenzó en la cour d'assises de Douai el juicio a Waxin por los asesinatos de Monchaux y Thebib, así como por las violaciones. Durante el proceso, los psiquiatras lo describieron como un egocéntrico perverso que "sexualizaba un odio nacido en la primera infancia". El 31 de mayo fue declarado culpable y condenado a cadena perpetua más 30 años de prisión preventiva, que apeló de inmediato.
El 9 de septiembre comenzó el segundo juicio contra Waxin por el asesinato de Hoareau: fue juzgado por separado porque en ese momento todavía era menor de edad. También fue declarado culpable de su asesinato y condenado a 20 años de prisión, que también apeló. En octubre de 2003, su recurso en el caso Hoareau fue presentado ante la cour d'assises de Saint-Omer, que confirmó la sentencia inicial.
El segundo juicio de apelación de Waxin comenzó en noviembre de 2003, nuevamente en Saint-Omer. Cuando lo llevaron al estrado, rompió a llorar y finalmente pidió perdón a los familiares de las víctimas. Al final, fue nuevamente declarado culpable y sentenciado nuevamente a cadena perpetua con 29 años de prisión preventiva. Como resultado de su última condena, no será elegible para ser liberado hasta enero de 2028.

## Documentales de televisión
- «The Denis Waxin Affair». Autopsy of a Murder. 2002.
- Hondelatte, Christophe (21 de abril de 2009). «Denis Waxin, The Predator». France 2.

## Programas de radio
- Pradel, Jacques (11 de mayo de 2012). «Denis Waxin, serial killer». La Hora del Crimen. RTL.

- Datos: Q22938162